# 吕祖瓦尔
吕祖瓦尔（法語：Luzoir，法語發音：[lyzwaʁ]）是法国上法兰西大区埃纳省的一个市镇，属于韦尔万区。

## 地理
吕祖瓦尔（49°55'31"N, 3°57'43"E）面积10.99 平方千米，位于法国上法蘭西大區埃纳省，该省份为法国北部内陆省份，北起北部省，西接索姆省和瓦兹省，东临阿登省和马恩省，西南至塞纳-马恩省，东北部与比利时接壤。
与吕祖瓦尔接壤的市镇（或旧市镇、城区）包括：克莱尔方丹、埃夫里、埃特雷欧蓬、热尔尼、索姆龙、维米。

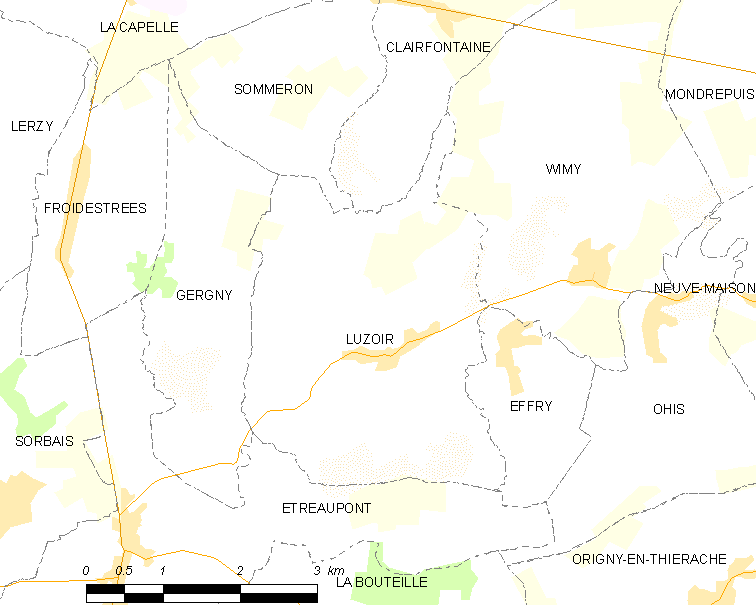
吕祖瓦尔的OSM定位图

吕祖瓦尔的时区为UTC+01:00、UTC+02:00（夏令时）。

## 行政
吕祖瓦尔的邮政编码为02500，INSEE市镇编码为02445。

## 政治
吕祖瓦尔所属的省级选区为韦尔万县。

## 人口

1962-2008年间吕祖瓦尔人口变化图示

吕祖瓦尔于2022年1月1日时的人口数量为267人。